# Mariusz Prudel
Mariusz Prudel (Rybnik, 21 de enero de 1986) es un deportista polaco que compite en voleibol, en la modalidad de playa.
Ganó dos medallas de bronce en el Campeonato Europeo de Vóley Playa, en los años 2013 y 2016. Participó en dos Juegos Olímpicos de Verano, ocupando el quinto lugar en Londres 2012 y el 17.º en Río de Janeiro 2016.

## Palmarés internacional
| Campeonato Europeo | Campeonato Europeo   | Campeonato Europeo | Campeonato Europeo |
| Año                | Lugar                | Medalla            | Pareja             |
| ------------------ | -------------------- | ------------------ | ------------------ |
| 2013               | Klagenfurt (Austria) | Medalla de bronce  | Grzegorz Fijałek   |
| 2016               | Biel/Bienne (Suiza)  | Medalla de bronce  | Grzegorz Fijałek   |